# Pseudosphinx hasdrubal
Pseudosphinx hasdrubal är en fjärilsart som beskrevs av Pieter Cramer 1779. Pseudosphinx hasdrubal ingår i släktet Pseudosphinx och familjen svärmare. Inga underarter finns listade.